# La Creu dels Divuit
La Creu dels Divuit és una obra de la Pobla de Claramunt (Anoia) inclosa a l'Inventari del Patrimoni Arquitectònic de Catalunya.

## Descripció
Es tracta d'un monument funerari, construït en pedra i presidit per una creu sobre un basament graonat, (la resta de l'estructura per la part del davant presenta 4 graons). La creu té forma d'obelisc i dins seu porta inscrita una altra creu decorada en el centre per un cercle que conté una creu de 8 braços. A l'obelisc hi ha inscrit: Igualada, Caidos por Dios y por Espanya, Presentes. A la part posterior del monument hi ha una paret amb tres nínxols on hi ha inscrit a cadascú 6 noms, en total 18.

## Història
Anomenada Creu dels divuit en memòria dels 18 igualadins que hi foren assassinats el 17 de setembre de 1936.